# 2,2′-Bithiophen
2,2′-Bithiophen ist eine organische Schwefelverbindung und gehört zu den heteroaromatischen Biarylen. Es handelt sich um einen farblosen Feststoff, der jedoch oft durch Lichteinstrahlung grünlich verfärbt ist. Neben dem 2,2′-Bithiophen existieren zwei weitere Bithiophene mit anderer Konnektivität, das 2,3′-Bithiophen und das 3,3′-Bithiophen.

## Verwendung
2,2′-Bithiophen stellt ein Vorstufe von Oligo- und Polythiophenen dar, welche in leitfähigen Polymeren genutzt werden können. Das Strukturmotiv kommt außerdem in Flüssigkristallen sowie organischen Leuchtdioden vor.